# 稲田神社

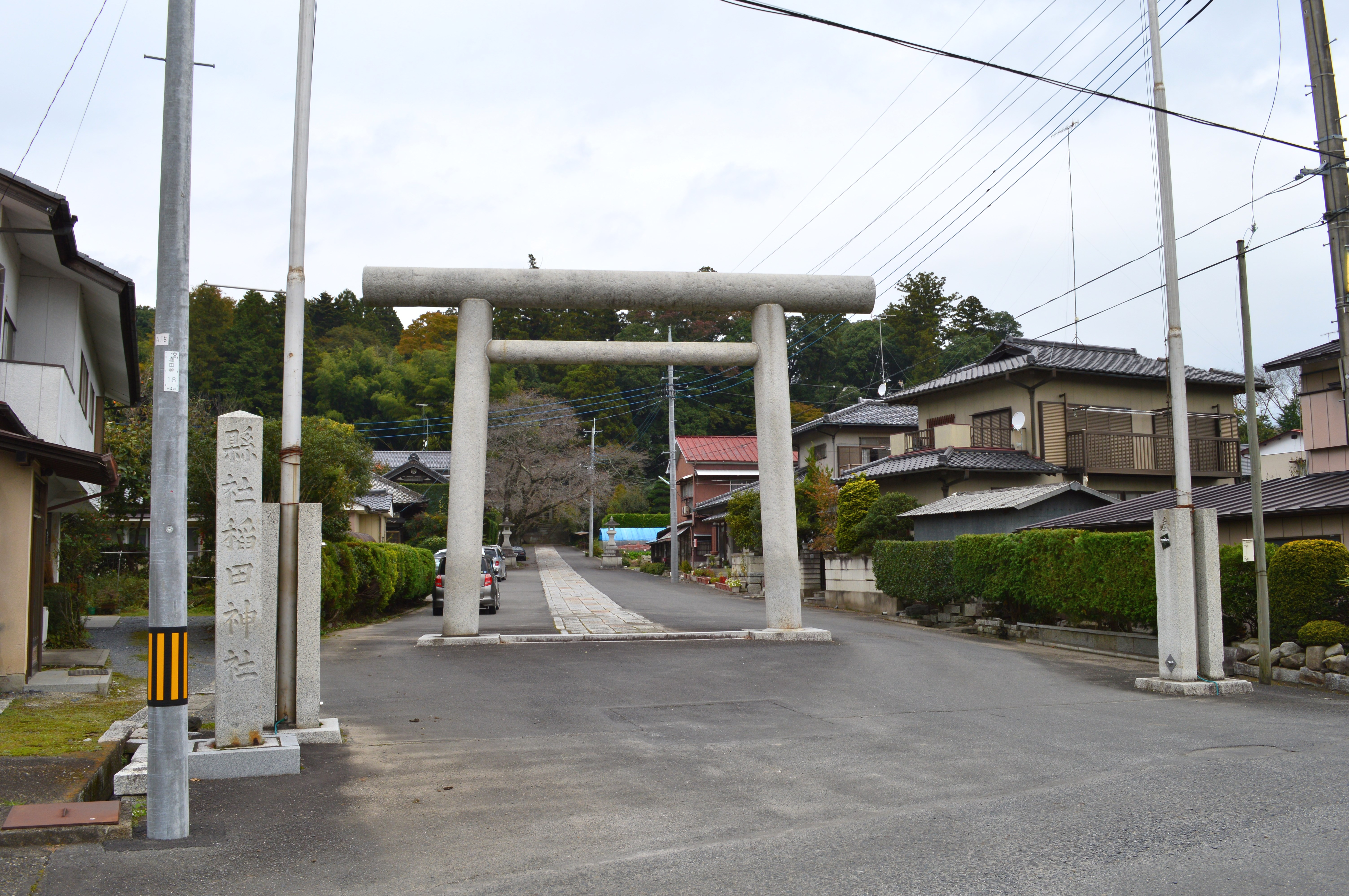
鳥居

稲田神社（いなだじんじゃ、稻田神社）は、茨城県笠間市稲田にある神社。式内社（名神大社）で、旧社格は県社。

## 祭神
主祭神
- 奇稲田姫命 （くしいなだひめのみこと）

合祀神
- 布都主神、菅原道真公、大山咋命、大日孁貴命、未詳1座
5柱とも、明治6年（1873年）に合祀[2]。

## 歴史

### 創建
創建は不詳。『稲田姫宮神社縁起』（江戸時代）によると、当地の邑長武持の家童が稲田好井の水を汲もうとすると、泉の傍らに女性が現れた。家童の知らせで武持が尋ねると「自分は奇稲田姫で当地の地主神である」と答え、姫の父母の宮・夫婦の宮を建て、好井の水で稲を作り祀るよう神託を下したという。当社の北西300メートルの稲田山中腹には本宮（奥の院）が鎮座するが、本宮の祠左手には巨石が突き出ており、この磐座が稲田姫の降臨地と伝わっている。
また、当社は新治国造が奉斎した神社と考えられている。新治国造は律令制以前に新治郡地域を治めたとされる国造で、『先代旧事本紀』「国造本紀」新治国造条には美都呂岐命の子の比奈羅布命を初代国造とする旨の記載がある。美都呂岐命（弥都侶伎命）は天穂日命の八世孫で出雲国造と同祖にあるが、当社周辺には式内社として佐志能神社・鴨大神御子神主玉神社・大国玉神社があり、いずれも出雲系の神々を祀ることから文献との関係が指摘される。

### 概史
六国史等の正史には当社に関する記載はない。平安時代中期の『延喜式』神名帳には常陸国新治郡に「稲田神社 名神大」と記載され、名神大社に列している。
鎌倉時代初期、領主の笠間時朝は藤原光俊・泰綱ら8人を招いて当社で奉納歌会を催しており、『新和歌集』（宇都宮新和歌集）にその歌の記載がある。
室町時代末期に兵火により社殿を焼失、慶長7年（1602年）に伊奈忠次が当地を検地した際に本殿等が再建された。寛文8年（1668年）には藩主の井上正利が除地4石を与えた。元禄7年（1694年）には徳川光圀が当社に参詣し、古社の衰微する様子を嘆き、縁起等を奉納した（社宝の四神旗は元禄11年（1698年）の奉納）。社殿は弘化2年（1845年）に焼失し、嘉永元年（1848年）再建されている。
明治に入り、近代社格制度では県社に列した。

## 境内

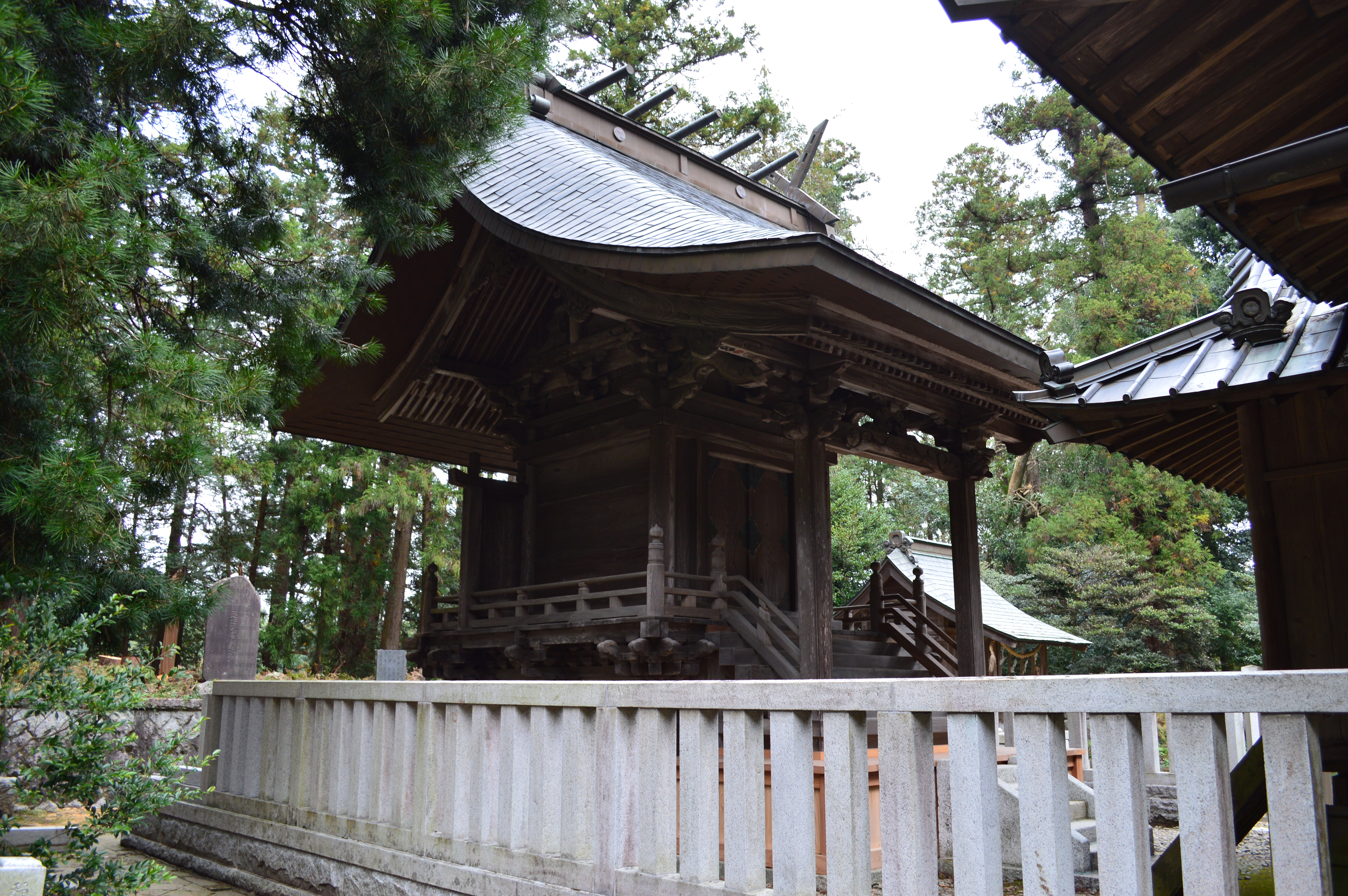
本殿
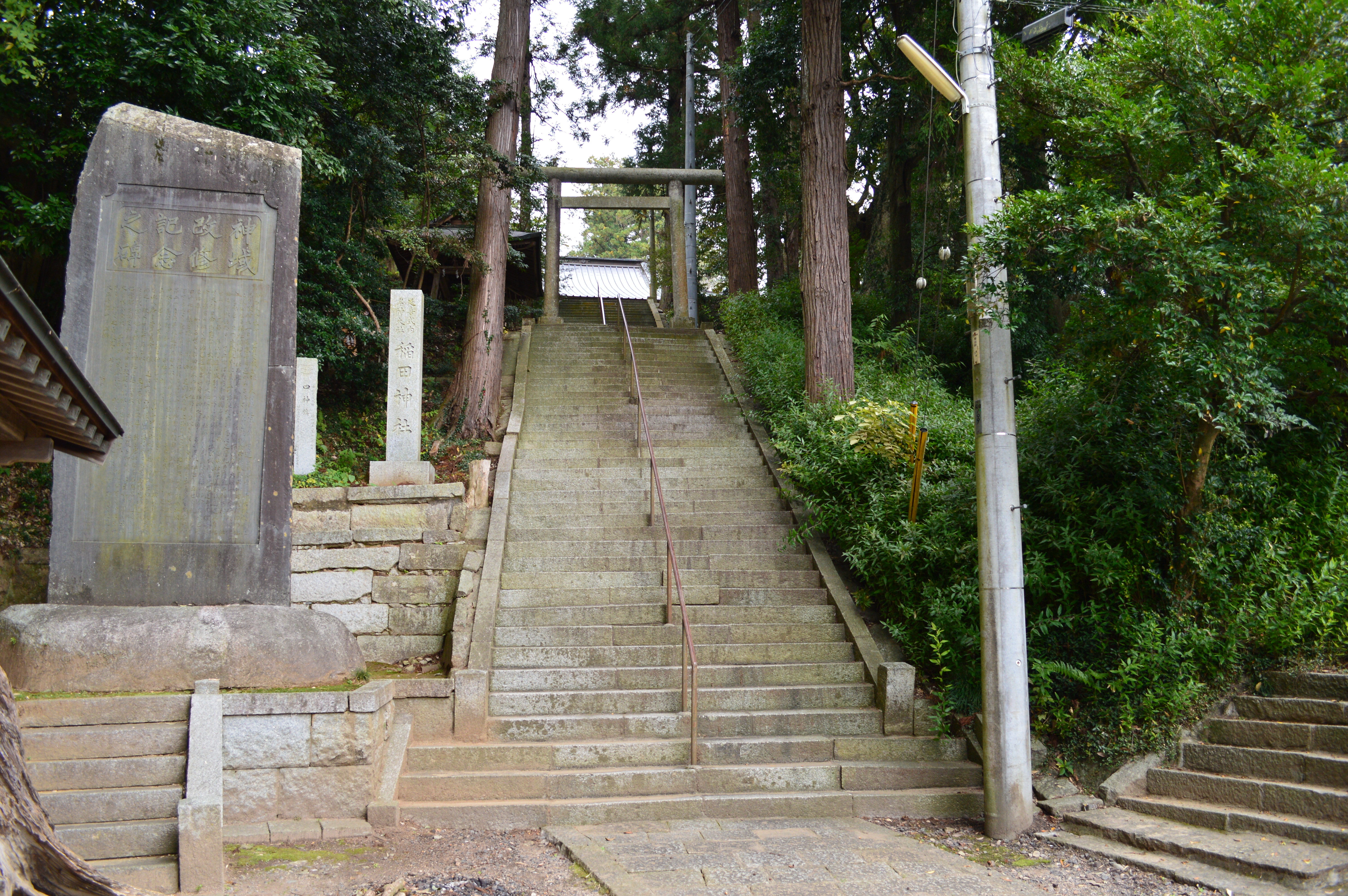
参道

## 摂末社
境内社

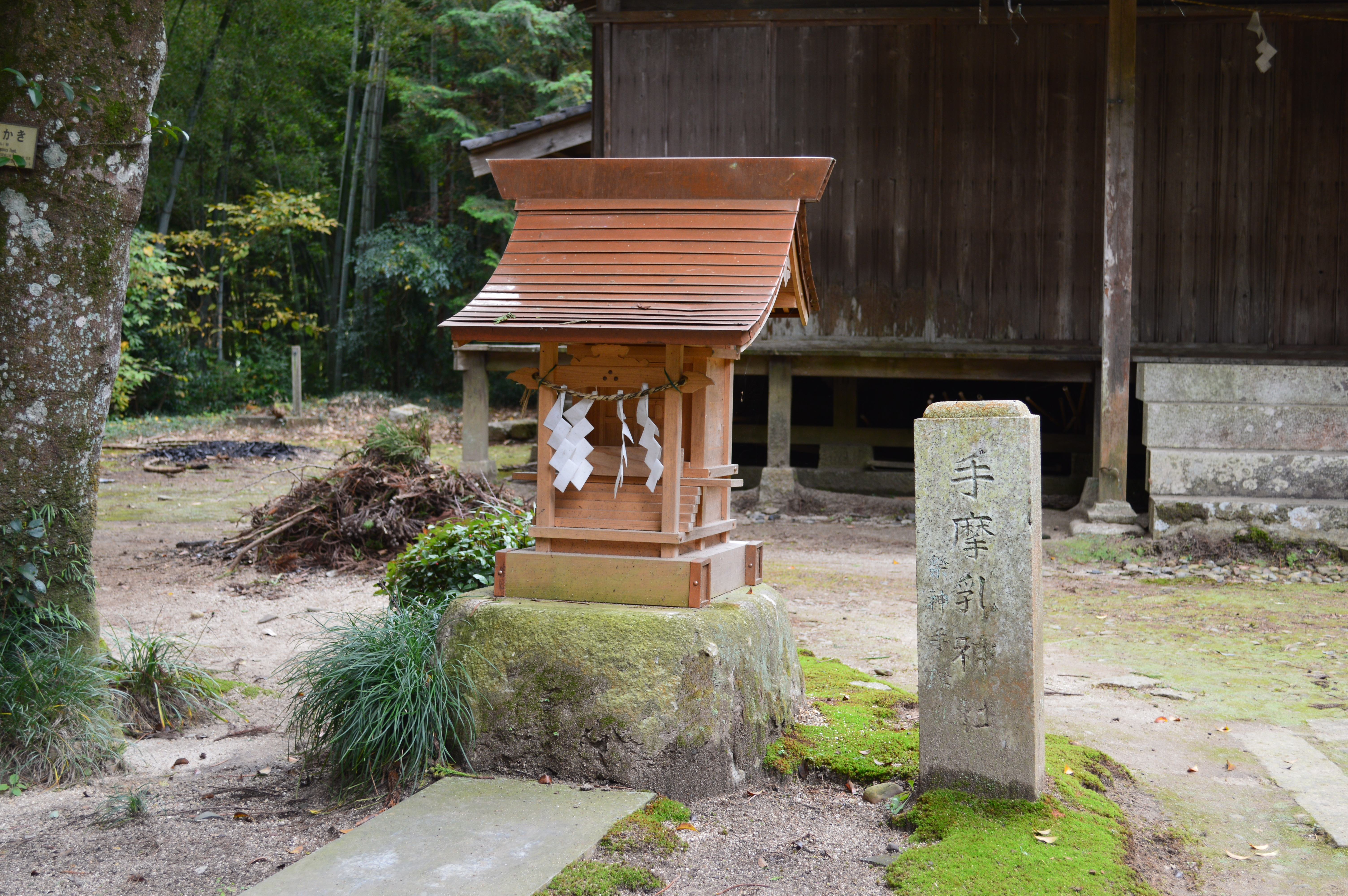
手摩乳神社 （てなづちじんじゃ）
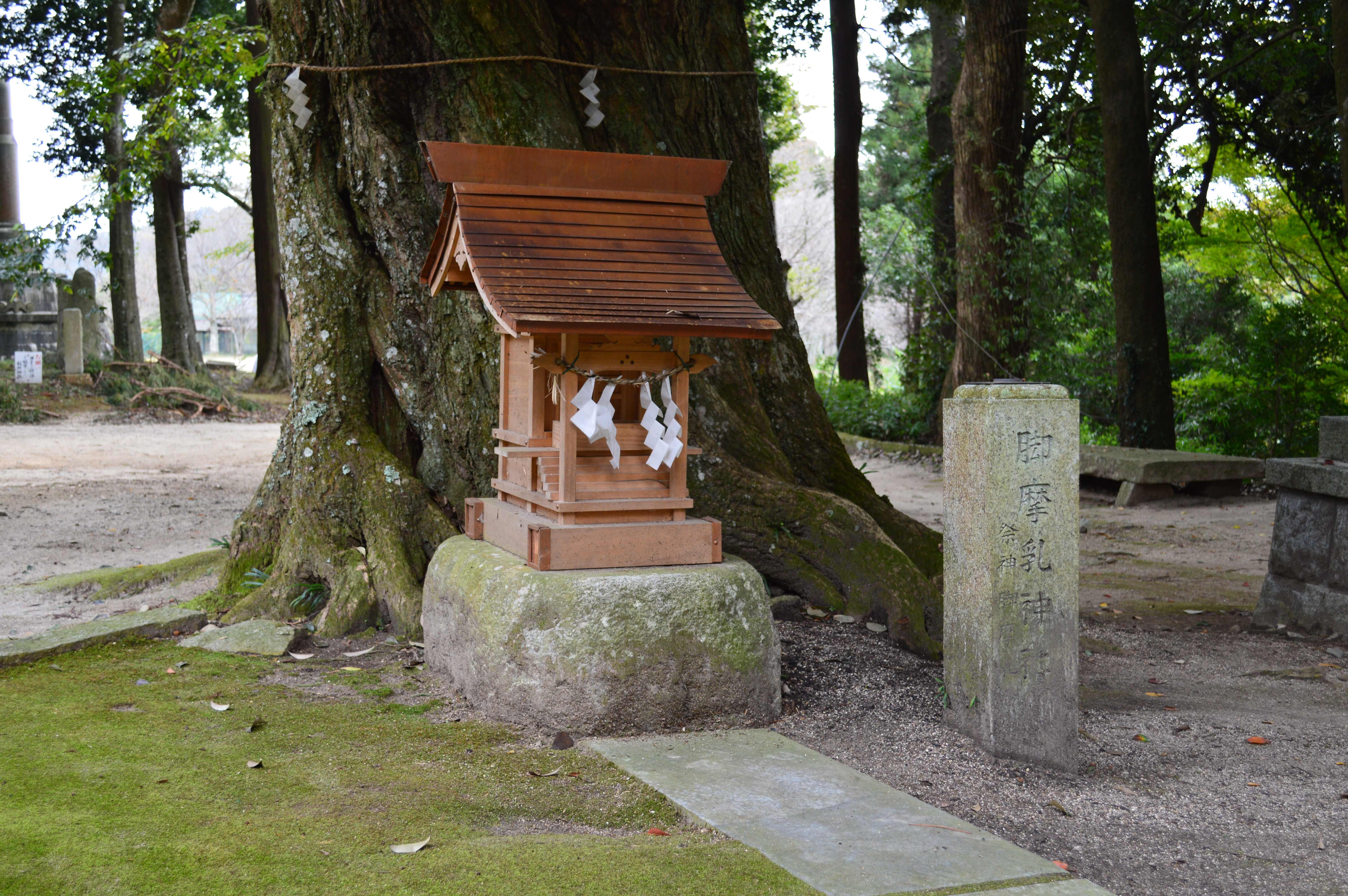
脚摩乳神社
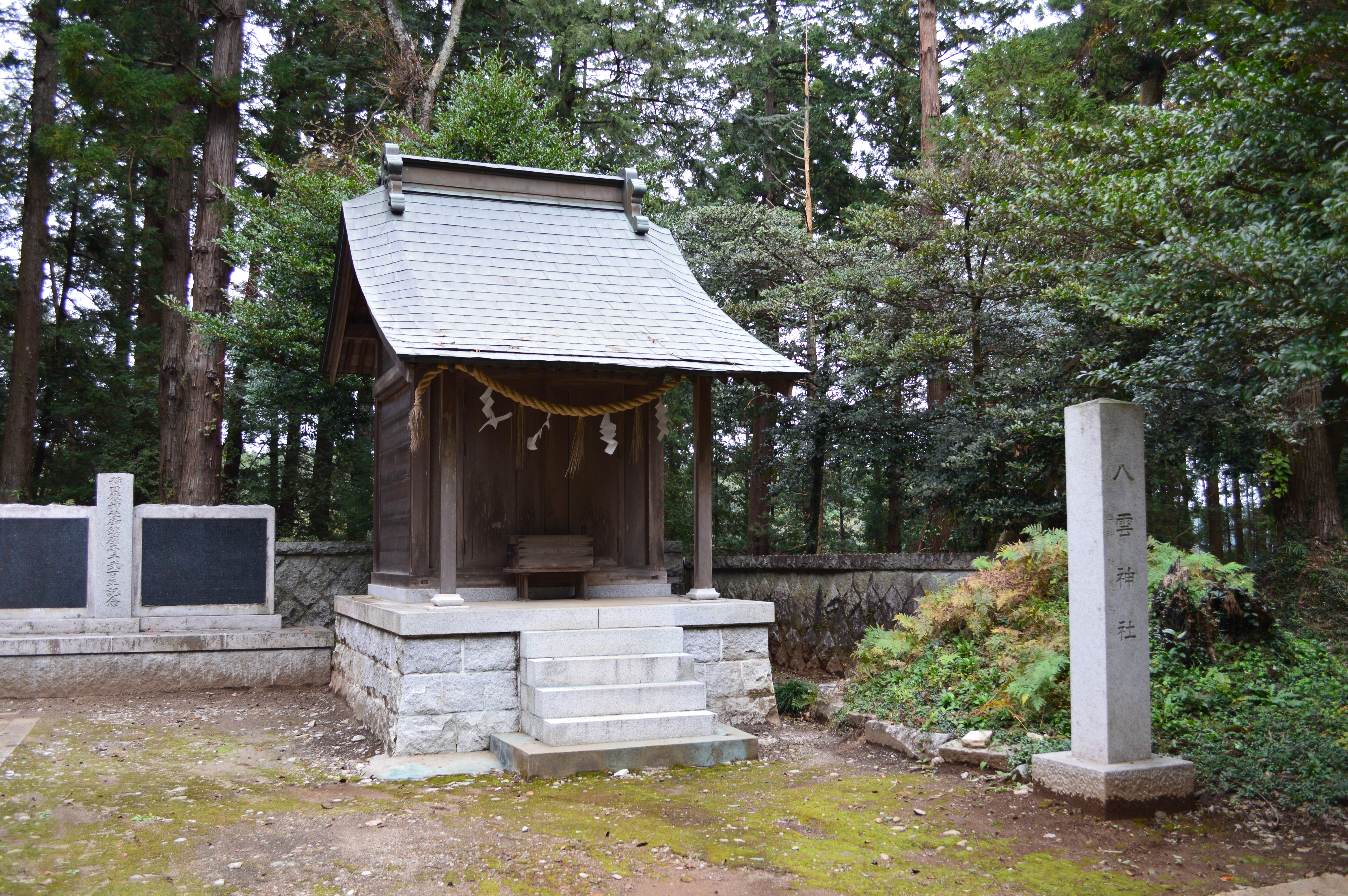
八雲神社
  - 祭神：手摩乳命

縁起にある「父母の宮」の父宮。拝殿向かって左手前に鎮座する。
- 脚摩乳神社 （あしなづちじんじゃ）
  - 祭神：脚摩乳命

縁起にある「父母の宮」の母宮。拝殿向かって右手前に鎮座する。
- 八雲神社
  - 祭神：素盞鳴尊

縁起にある「夫婦の宮」の夫宮。本殿右隣に鎮座する。

その他、境内には数社が鎮座する。
- 手摩乳神社
- 脚摩乳神社
- 八雲神社

境外社
- 本宮（奥の院）
本社の北西約300メートル、稲田山中腹に鎮座する（北緯36度22分15.59秒 東経140度12分12.91秒 / 北緯36.3709972度 東経140.2035861度）。本社の旧鎮座地と伝わる。

## 祭事
- 初祈祷 （1月1日）[5]
- 節分祭 （2月3日） - 閏年は4日に行う。
- 祈年祭 （2月19日）
- 祇園祭 （7月30日）
素盞鳴尊が奇稲田姫命が本宮の地で再会したという故事に因む盛大な祭で、神輿が本宮で一夜を過ごす[1]。
- 例大祭 （11月17日）

## 文化財

### 茨城県指定有形文化財
- 四神旗 4旒（歴史資料）
元禄11年（1698年）、徳川光圀による奉納。青竜（東）・白虎（西）・朱雀（南）・玄武（北）の四神獣を表している。旗の右下には「四神御旗敬奉納常州新治郡稲田神社元禄之歳源光圀粛具印」と記されている。昭和63年1月25日指定[4]。

## 現地情報
所在地
- 茨城県笠間市稲田763

交通アクセス
- 東日本旅客鉄道（JR東日本）水戸線 稲田駅 （徒歩約15分）